# 1630년대
1630년대는 1630년부터 1639년까지를 가리킨다.

## 사건과 동향
- 1630년대 후반에 조선은 병자호란으로, 일본은 시마바라의 난으로 엄청난 전쟁을 겪는다.